# 欧洲E89公路
欧洲E89公路（E89）是欧洲的一条国际公路，起点为土耳其的蓋雷代，终点为安卡拉。

## 概况
E89同时也是土耳其的A类的南北向公路，连接了蓋雷代、克孜勒賈哈馬姆和安卡拉。

## 路线
- 土耳其
  - O-4 蓋雷代 (欧洲E80公路) - 安卡拉
  - O-20 安卡拉 (欧洲E90公路、欧洲E88公路)